# Clyde Cook
Pour les articles homonymes, voir Cook.
Clyde Cook (1891–1984) est un acteur du cinéma américain né en Australie en 1891 et mort en 1984. Débutant dans la comédie burlesque, il s'est hissé au statut d'acteur de premier plan à la fin de l'ère du cinéma muet mais est tombé dans l'oubli avec l'avènement du parlant.

## Biographie
Né en Australie et immigré aux États-Unis, Clyde Cook est remarqué pour ses talents de contorsionniste et débute dans le cinéma lorsqu'il est engagé par la Fox Film Corporation pour jouer dans une série de comédies burlesques réalisées par John G. Blystone et Slim Summerville. Ces films sortiront en France sous le nom du personnage principal qu'il interprète : Dudule. Sa manière de jouer le fait surnommer "The Rubber Comedian" et ses premiers films mettent en avant ses capacités physiques. Mais rapidement Clyde Cook rejoint le Staff des Studios Hal Roach où il joue la comédie notamment dans Wandering Papas de Stan Laurel aux côtés d'Oliver Hardy.
En 1926, réussissant à imposer ses talents d'acteur, il quitte le monde de la comédie burlesque et apparaît dans de longs métrages, alternant rôles de premier plan et rôles de soutien, aussi bien dans les comédies romantiques très prisées à l'époque, que dans les drames ou les Westerns. On le retrouve ainsi à l'affiche de Les Damnés de l'océan (The Docks of New York) de Josef von Sternberg ou La Mégère apprivoisée (The Taming of the Shrew) de Sam Taylor.
Avec l'avènement du cinéma parlant, même s'il poursuit sa carrière d'acteur, les rôles qui lui sont confiés sont de plus en plus secondaires. Comme pour beaucoup d'acteurs de muet, la transition est difficile et il revient participer à des comédies plus légères. Il finit sa carrière avec des figurations.
Clyde Cook possède cependant une étoile sur le Walk of Fame au 6531 Hollywood Blvd.
En 1984, Clyde Cook décède à l'âge de 92 ans à Carpinteria en Californie.

## Filmographie
Source principale de la filmographie :
- 1919 : Le Dictateur (Soldiers of Fortune) d'Allan Dwan (non crédité)

### Fox Film Corporation
- 1920 : Kiss Me Quick de John G. Blystone (CM)
- 1920 : Chase Me de Roy del Ruth (CM)
- 1920 : Dudule et son flirt (it) (Don't Tickle) de John G. Blystone (CM)
- 1920 : Dudule chasseur (it) (The Huntsman) de John G. Blystone (CM)
- 1921 : All Wrong de John G. Blystone (CM) Private Wright
- 1921 : Skirts de Hampton Del Ruth : Peter Rocks Jr.
- 1921 : The Jockey de John G. Blystone (CM) The Jockey
- 1921 : The Guide de John G. Blystone (CM)
- 1921 : The Sailor de John G. Blystone (CM)
- 1921 : The Toreador de John G. Blystone (CM)
- 1921 : The Chauffeur de John G. Blystone (CM) The Taxi Driver
- 1922 : Splitting Hairs d'Erle C. Kenton (CM)
- 1922 : The Eskimo de Slim Summerville (CM)
- 1922 : Lazy Bones de John G. Blystone (CM)
- 1922 : High and Dry de Slim Summerville (CM)
- 1923 : The Artist de Slim Summerville (CM)
- 1923 : The Cyclist de Slim Summerville (CM)
- 1923 : Wet and Weary de Slim Summerville (CM)
- 1924 : The Orphan de Slim Summerville (CM)
- 1924 : The Pinhead de Slim Summerville (CM)

### Divers
- 1924 : The Broncho Express de Albert Austin (CM)
- 1924 : The Misfit de Albert Austin (CM) The Husband
- 1924 : Pony Express de Albert Austin (CM)
- 1924 : Larmes de clown (He who gets slapped) de Victor Sjöström : un clown (non crédité)
- 1924 : So This Is Marriage? de Hobart Henley  : Mr. Brown

#### Hal Roach Studios
- 1925 : Moonlight and Noses de Stan Laurel (CM) A burglar
- 1925 : Le Mariage de Dudule (Should Sailors Marry?) de James Parrott (CM) Cyril D'Armond (Dudule)
- 1925 : Starvation Blues de Richard Wallace (CM) A street musician
- 1926 : What's the World Coming To? de Richard Wallace (CM) Claudia, the blushing groom/the baby
- 1926 : Wandering Papas de Stan Laurel (CM) The camp cook
- 1926 : Wife Tamers de James W. Horne (CM) Butler
- 1926 : Scared Stiff de James W. Horne (CM)
- 1926 : He Forgot to Remember de Tom Buckingham et Len Powers (CM)

### La consécration
- 1926 : Vagabond malgré elle (Miss Nobody), de Lambert Hillyer : Bertie
- 1926 : La Conquête de Barbara Worth (The Winning of Barbara Worth) de Henry King : Tex
- 1927 : White Gold de William K. Howard : Homer
- 1927 : The Brute d'Irving Cummings : Oklahoma Red
- 1927 : The Climbers de Paul L. Stein : Pancho Mendoza
- 1927 : Simple Sis de Herman C. Raymaker : Jerry O'Grady
- 1927 : Barbed Wire de Rowland V. Lee : Hans
- 1927 : The Bush Leaguer de Howard Bretherton : Skeeter McKinnon
- 1927 : A Sailor's Sweetheart de Lloyd Bacon : Sandy McTavish
- 1927 : Good Time Charley de Michael Curtiz : Bill Collins
- 1928 : Beware of Married Men de Archie Mayo : Botts
- 1928 : Le torchon brûle (en) (Domestic Troubles) de Ray Enright : James Bullard/Horace Bullard
- 1928 : Lucky in Love de Bryan Foy (CM)
- 1928 : Pay as You Enter de Lloyd Bacon : Clyde Jones
- 1928 : Five and Ten Cent Annie de Roy Del Ruth : Elmer Peck
- 1928 : Les Damnés de l'océan (The Docks of New York) de Josef von Sternberg : 'Sugar' Steve
- 1928 : Through the Breakers de Joseph C. Boyle : John Lancaster
- 1928 : Célébrité (Celebrity) de Tay Garnett  : Circus
- 1928 : Beware of Bachelors de Roy Del Ruth: Joe Babbitt
- 1928 : Interférences (Interference) de Lothar Mendes et Roy Pomeroy : Hearse Driver
- 1928 : Tragédie Foraine (The Spieler) de Tay Garnett : Luke aka 'Perfesser' McIntosh
- 1929 : Captain Lash de John G. Blystone : Cocky
- 1929 : Le Costaud (Strong Boy) de John Ford : Pete
- 1929 : Le Démon des tropiques (A Dangerous Woman) de Gerald Grove et Rowland V. Lee : Tubbs
- 1929 : Masquerade de Russell Birdwell : Blkodgett
- 1929 : In the Headlines de John G. Adolfi : Flashlight
- 1929 : La Mégère apprivoisée (The Taming of the Shrew) de Sam Taylor : Grumio
- 1929 : L'Idylle de la radio (Jazz Heaven) de Melville W. Brown : Max Langley
- 1930 : Officer O'Brien de Tay Garnett : Liimo Lewis
- 1930 : Le Beau Contrebandier (Women Everywhere), de Alexander Korda : Sam Jones
- 1930 : The Dude Wrangler de Richard Thorpe : Pinkey Fripp
- 1930 : La Patrouille de l'aube (The Dawn Patrol) de Howard Hawks : Bott
- 1930 : Wings of Adventure de Richard Thorpe : Pete 'Skeets' Smith
- 1930 : Sunny de William A. Seiter : Sam

### Le déclin
- 1931 : The Shooting of Dan the Duck de Arvid E. Gillstrom (CM)
- 1931 : Daybreak de Jacques Feyder : Josef
- 1931 : Never the Twain Shall Meet de W. S. Van Dyke : Mr. Porter
- 1931 : Don't Divorce Him de William Watson (CM)
- 1931 : Stout Hearts and Willing Hands de Bryan Foy (CM) Kop (as the Original Keystone Kops)
- 1931 : The Secret Witness (en) de Thornton Freeland : Larson, Building Engineer
- 1931 : The Wide Open Spaces d'Arthur Rosson (CM) Townsman at Wedding
- 1932 : The Engineer's Daughter; or, Iron Minnie's Revenge de Robert F. Hill (CM)
- 1932 : What Price Taxi de Del Lord (CM) First Taxi Boy (as The Taxi Boys)
- 1932 : La Reine des girls (Blondie of the Follies) de Edmund Goulding : Dancer
- 1932 : Strange Innertube de Del Lord (CM) Hercules
- 1933 : West of Singapore d'Albert Ray : Ricky
- 1933 : Oliver Twist de William J. Cowen : Chitfing
- 1933 : Thundering Taxis de Del Lord et Gus Meins (CM) One of the Taxi Boys
- 1934 : Shock de Roy Pomeroy : Hawkins
- 1935 : Le Mouchard (The Informer) de John Ford : Flash Patron (non crédité)
- 1935 : Calm Yourself de George B. Seitz : Joe
- 1935 : The Bishop Misbehaves de Ewald André Dupont : Mission Patron Leading Search for Frenchy (non crédité)
- 1935 : Ville sans loi (Barbary Coast) de Howard Hawks : Oakie
- 1936 : The White Angel de William Dieterle : Perkins, a Soldier (non crédité)
- 1936 : Tugboat Princess de David Selman : Steve, the engineer
- 1937 : Bulldog Drummond Escapes de James Patrick Hogan : Alf
- 1937 : La Tornade (Another Dawn) de William Dieterle : Sergeant Murphy
- 1937 : La Mascotte du régiment (Wee Willie Winkie) de John Ford : Pipe Major Sneath
- 1937 : Âmes à la mer (Souls at Sea) de Henry Hathaway : Hendry (non crédité)
- 1937 : Aventure en Espagne (Love Under Fire) de George Marshall : Bert
- 1937 : Deanna et ses boys (One Hundred Men and a Girl) de Henry Koster : Man in Restaurant (non crédité)
- 1937 : Amour d'espionne (Lancer Spy) de Gregory Ratoff : Orderly (non crédité)
- 1938 : Bulldog Drummond's Peril de James Patrick Hogan : Constable Sacker
- 1938 : Le Proscrit (Kidnapped) de Alfred L. Werker : Blubber - the Ship's Cook
- 1938 : M. Moto dans les bas-fonds (Mysterious Mr. Moto) de Norman Foster : Sandwich Man (non crédité)
- 1938 : Tempête (The Storm) de Harold Young : Tailor (non crédité)
- 1938 : Tempête sur le Bengale (Storm Over Bengal) de Sidney Salkow : Alf
- 1939 : Arrest Bulldog Drummond de James Patrick Hogan : Constable Sacker
- 1939 : Petite Princesse (The Little Princess) de Walter Lang : Attendant
- 1939 : Bulldog Drummond's Secret Police de James Patrick Hogan : Constable Hawkins
- 1939 : Bulldog Drummond's Bride de James Patrick Hogan : Traffic Control Constable (non crédité)
- 1939 : Pack Up Your Troubles de H. Bruce Humberstone : British Guard (non crédité)
- 1939 : La Lumière qui s'éteint (The Light That Failed) de William A. Wellman : Soldier (non crédité)
- 1940 : Wolf of New York de William C. McGann : Jenkins (non crédité)
- 1940 : L'Aigle des mers (The Sea Hawk) de Michael Curtiz : Walter Boggs
- 1940 : Dance, Girl, Dance de Dorothy Arzner : Claude, Harris' Valet (non crédité)
- 1941 : Ladies in Retirement de Charles Vidor : Bates
- 1941 : Unexpected Uncle de Peter Godfrey : Johnny's Band Singer (non crédité)
- 1941 : Soupçons (Suspicion) de Alfred Hitchcock : Photographer (non crédité)
- 1942 : Klondike Fury de William K. Howard : Yukon
- 1942 : The Gay Nineties de Larry Ceballos (CM) Gay Nineties Skit
- 1942 : Âmes rebelles (This Above All) de Anatole Litvak : Truck Driver (non crédité)
- 1942 : Counter-Espionage de Edward Dmytryk : Hot Chestnuts Huckster (non crédité)
- 1942 : Tondelayo (White Cargo) de Richard Thorpe : Ted, First Mate of the Congo Queen
- 1943 : Et la vie recommence (Forever and a Day) collectif : Cabby
- 1943 : The Mysterious Doctor de Benjamin Stoloff : Herbert (non crédité)
- 1943 : Le Héros du Pacifique (The Man from Down Under) de Robert Z. Leonard : Ginger Gaffney
- 1944 : Hollywood Parade (Follow the boys) de A. Edward Sutherland : Stooge (non crédité)
- 1944 : Les Blanches Falaises de Douvres (The White Cliffs of Dover) de Clarence Brown : Jennings (non crédité)
- 1946 : À chacun son destin (To Each His Own) de Mitchell Leisen : Mr. Harkett
- 1946 : The Verdict de Don Siegel : Barney Cole
- 1947 : Bulldog Drummond at Bay de Sidney Salkow : Hotel Clerk (non crédité)
- 1947 : So You Want to Be in Pictures de Richard L. Bare (CM) Actor in Army Scene (non crédité)
- 1948 : Ombres sur Paris (To the Victor) de Delmer Daves : Cockney Bartender
- 1950 : Planqué malgré lui (When Willie Comes Marching Home) de John Ford : Tarjack (non crédité)
- 1951 : The Pride of Maryland de Philip Ford : Fred Leach
- 1953 : On se bat aux Indes (Rogue's March) de Allan Davis : Fisherman (non crédité)
- 1953 : Loose in London de Edward Bernds : English Cabbie
- 1953 : The Maze de William Cameron Menzies : Cab Driver (non crédité)
- 1953 : Deux Nigauds contre le Dr Jekyll et Mr Hyde (Abbott and Costello Meet Dr. Jekyll and Mr. Hyde) de Charles Lamont : Drunk in Pub (non crédité)
- 1963 : La Taverne de l'Irlandais (Donovan's Reef) de John Ford : Australian Officer (non crédité)